# I Never Cried So Much In My Whole Life
"I Never Cried So Much In My Whole Life" é um single do grupo australiano Cub Sport com o cantor Darren Hayes, lançado em 2019.

## Composição
A música foi composta por Tim Nelson, líder do grupo, em sua casa. "É uma música sobre chorar de felicidade", disse ele em uma entrevista.
O cantor australiano Darren Hayes, ex-vocalista da banda Savage Garden, foi convidado para os vocais, após um encontro com Tim em Los Angeles, e aceitou prontamente a parceria.
Debbie Carr, da rede ABC, disse que a canção mostra "Cub Sport no seu estado mais cru e vulnerável", classificando-a como "uma inspiração de ar fresco".

## Lançamento
O single foi lançado mundialmente por download digital em 17 de outubro de 2019, contando com a participação inédita de Darren Hayes. O videoclipe da música foi lançado no começo de novembro, mostrando o grupo metaforicamente em um jardim regado a suas lágrimas.

## Single Digital
- Internacional

1. I Never Cried So Much In My Whole Life - 2:59